# Хом'якові
Хом'якові (Cricetidae) — родина ряду гризунів, що входить до підряду мишовиді (Myomorpha). Родина налічує 831 сучасний вид. Поширені в Америці (у т. ч. Гренландії) та Євразії.

## Загальний опис
Довжина тіла хом'яків становить від 5 (карликові хом'яки) до 36 см (ондатра), хвоста від 0,7 до 33 см. Вага коливається від 8 г (Baiomys) до майже 2 кг (Ondatra zibethicus). Це невеликі тварини з кремезним тілом, які ведуть переважно наземний спосіб життя, однак є також деревні, підземні та земноводні види. Отже, можуть бути відповідні пристосування до способу життя — довгі потужні копальні кігті (Geoxus) або частково перетинчасті задні лапи ондатри. Волосяний покрив переважно сірий чи коричневий, від м'якого до колючого. Хвіст довгий, від майже голого до добре запушеного. Очі, вуха й вуса відносно великі. Зубна формула: 1/1, 0/0, 0/0, 3/3 = 16. Хом'яки різноманітні за своєю поведінкою. Більшість, але не всі, ведуть нічний спосіб життя. Багато будують гнізда або нори. Деякі види поодинокі й дуже територіальні, інші живуть невеликими соціальними групами або великими колоніями. Хом'яки можуть бути хижими, всеїдними або травоїдними.

## Підродини
у складі родини — 6(5) підродин сучасних тварин (перелік підродин і кількість родів стосуються тільки сучасної фауни, без вимерлих груп):
- підродина Щурові (Arvicolinae) — 30 родів
- підродина Хом'якові (Cricetinae) — 7 родів
- підродина Неотомові (Neotominae)
- підродина "сигмодонові" (Sigmodontinae)
- підродина "тиломісові" (Tylomyinae)
- †Baranomyinae
- †Cricetodontinae
- †Democricetodontinae
- †Eumyinae

Унікальність Lophiomys imhausi дозволяє або розмістити цей вид у монотипну родину в складі Muroidea (Tullberg 1899, Ellerman, 1941) або в підродину Lophiomyinae родини Cricetidae (Miller & Gid ley 1918,  Simpson, 1945, Cha line et al. 1977). Lavocat (1973,  1978), з іншого боку, розглядав Lophiomys як похідну від міоценового Afrocricetodontinae і влаштував Lophiomyinae в широко визначену Nesomyidae. Моляри Lophiomys (Wahlert 1984) більш близькі до міоценових Cricetidae, таких як Megacricetodon і Democricetodon. Кілька тлумачень його взаємин ще ретельно досліджуються в філогенетичному контексті.

## Хом'якові в Україні
У фауні України родина представлена 17 видами:
підродина хом'якові (Cricetinae)
- види хом'ячок сірий (Cricetulus migratorius), хом'як звичайний (Cricetus cricetus)

підродина щурові (Arvicolinae), 
триба щури (Arvicolini)
- види щур водяний (Arvicola amphibius), щур гірський	(Arvicola scherman), шапарка сибірська (Alexandromys oeconomus), снігурка альпійська (Chionomys nivalis), полівка північна (Microtus (Microtus) agrestis), полівка звичайна (Microtus (Microtus) arvalis), полівка алтайська (Microtus (Microtus) obscurus), полівка лучна (Microtus (Microtus) levis), полівка гуртова (Microtus (Microtus) socialis), норик підземний (Microtus (Terricola) subterraneus), норик татринський (Microtus (Terricola) tatricus)

триба сліпушки (Ellobiusini) 
- вид сліпушок степовий (Ellobius talpinus)

триба строкатки (Lagurini)
- вид строкатка степова (Lagurus lagurus)

триба нориці (Myodini)
- вид нориця руда (Myodes glareolus syn. Clethrionomys glareolus)

триба ондатри (Ondatrini)
- вид ондатра (Ondatra zibethicus) — натуралізований вид.